# Rannila
Rannila (произносится «Раннила»; также Rannila Steel Oy) — финская компания, производитель металлочерепицы, поглощена компанией Rautaruukki в 1991 году, в 2004 году перестала существовать как бренд.

## История
Компания Rannila была основана в 1961 году финским инженером Пааво Раннила (фин. Paavo Rannila) в городе Вимпели.
При основании компания продавала обычный профилированный лист для покрытия кровли.
Пааво Раннила умер в 1974 году и бизнес перешёл к его наследникам, братьям Эса (фин. Esa) и Кари (фин. Kari).
Настоящий успех пришёл к компании в 1981 году, когда компания предложила рынку продукт «Täyskate» («полная длина») — металлочерепицу, то есть профилированный лист с рисунком черепицы. Продукт был новым для рынка, ведь традиционно крыши в странах Скандинавии покрывались стальным профилированным листом трапециевидной формы. Компания Rannila стала профилировать стальной лист не вдоль, а поперёк в форме волны. Получилась имитация обычной черепицы. Продукт был очень успешным, и бизнес стал быстро развиваться. В 80-е годы Rannila стала выпускать печные трубы, водостоки, а также стальные придорожные канализационные колодцы.
В 80-е годы компания также вышла на международные рынки, в частности, США.
В 1991 году наследники Пааво Раннила продали бизнес компании Rautaruukki. Этому способствовали тесные деловые связи между двумя компаниями (почти половину стали для производства металлочерепицы компания покупала у компании Rautaruukki). При этом представители семьи Раннила стали акционерами Rautaruukki (в 2012 году компаниям «Rumtec Holding Oy» и «E & K Rannila Oy» принадлежали 1,3 % акций компании).
В 1995 году Rautaruukki объединила компанию с фирмами «Verho-Metalli Oy» и «Mäkelä Metals Oy» в новую компанию «Rannila Steel Oy».
В 2002 году «Rannila Steel» имела собственные производства в 10-и странах мира.
В 2004 году Rautaruukki отказалась от использования бренда «Rannila», вся продукция стала производиться под брендом «Ruukki». Таким образом и компания, и бренд «Rannila» перестали существовать.

### Rannila в России и странах бывшего СССР
В 90-х компания вышла на рынки бывших стран СССР: в 1994 году открыто представительство компании в России (Санкт-Петербург), в 1997-м — на Украине (Киев). По сообщению газеты «Деловой Петербург», на тот момент «компания была единственным представителем на российском рынке металлочерепицы и других строительных материалов из стали».
В 1995 году компания открыла представительство в Литве и завод по производству металлочерепицы в России («Раннила Талдом»).
В 1998 году Rannila открыла завод по производству профлиста и металлочерепицы в Санкт-Петербурге.
По данным журнала «Идеи вашего дома», в 1998 году 10-20 % всей металлочерепицы продаваемой Rannila в России было российского производства.
В 2001 году, по данным «The Moscow Times», продажи компании в России составляли примерно $50 млн. в год.
В июне 2001 года «Раннила Киев» открыла завод по производству металлочерепицы в Днепропетровске.
В 2002 году Rannila открыла завод по производству металлочерепицы под Екатеринбургом.
В 2003 году Rannila открыла завод по производству металлочерепицы в Литве, около Вильнюса и расширила производство профлиста в Санкт-Петербурге.
Ставка на рынок России и стран Восточной Европы оправдалась. К 2003 году 2/3 прибыли компании приходилось на страны Северной Европы, Балтии, Россию и Польшу.
В 2004 году компания ЗАО «Раннила Киев» провела реструктуризацию, разделив бизнес на два направления: частные дома и коммерческие здания. В рамках реструктуризации был закрыт завод в Днепропетровске, а его производственные линии были перенесены в Киев.
В 2004 году компания «Раннила Талдом» была ликвидирована, завод компании в Талдоме закрыт. На тот момент в компании работало 44 сотрудника.

## Продукция
Rannila выпускала профилированный лист, металлочерепицу, водостоки, а также сэндвич-панели и стальной сайдинг.
Среди металлочерепицы наиболее популярными коллекциями были Monterrey (имитация рисунка черепицы), Cascad и «Катаный профиль».
В 2002 году компания разработала кровельное покрытие со светочувствительным ламинатом, способным генерировать электричество. Продукт, получивший название «Rannila Solar» не был успешен на рынке.